# THEATER ENYA
THEATER ENYA（シアターエンヤ）は、佐賀県唐津市京町1783 KARAE（唐重）1階にある映画館（ミニシアター）。7年間の市民活動「唐津シネマの会」を経て、唐津のまちに22年ぶりに復活した映画館である。一般社団法人Karatsu Culture Commissionが運営し、その事務局をまちづくり会社・いきいき唐津株式会社が担っている。客席数は62席（ペアシート2席×3台）で1スクリーンを有する。デジタルシネマに対応しており、35mmフィルムでの上映も可能である。映画館の運営を主に、監督を招いてのトークイベントや映画祭の開催、商店街活性化、文化観光振興など映画館の運営にとどまらない文化を通した地域活性化事業を積極的に行っている。
公募によって決定された名称の「エンヤ」は、世界文化遺産「ユネスコ」にも登録された、唐津の伝統文化行事である秋の例大祭「唐津くんち」の掛け声に因んでいる。また、国際交流基金の企画「INDEPENDENT CINEMA2023」にて、日本の映画館10館に選出され、ドキュメンタリー動画「THEATER ENYA　MINI THEATER JOURNY」が世界配信された。

## 特色

### 映画館の誕生経緯
映画館「THEATER ENYA」の前身は、2011年に発足した市民団体「唐津シネマの会」である。佐賀県唐津市のまちづくり会社・いきいき唐津株式会社が平成22年～23年に実施した商店街活性化のための来街者ニーズ調査で、まちなかに欲しい施設やサービスの中に例年「映画館」がベスト3に挙がった。その来街者ニーズ調査を受け、「映画館のない町に映画の灯を」をスローガンに、いきいき唐津株式会社代表の木下修一を会長に、同社社員だった甲斐田晴子が市民団体「唐津シネマの会」を2011年9月に旗揚げ。同年10月には、文化芸術による地域振興、若者への文化教育の機会の提供、高齢者福祉娯楽の充実を目的にした、映画上映会を企画した唐津シネマの会事業が、佐賀県「平成24年度 新しい公共の場づくりのためのモデル事業」に採択された。
2012年3月に唐津シネマの会の会長に辻幸徳が、事務局長に甲斐田晴子が就任。同年7月より、唐津シネマの会が大手口センタービルの市民交流プラザで毎週水・土曜日に定期的な上映会を開催。THEATER ENYAが2019年10月にオープンするまで約7年間活動が続いた。
唐津シネマの会の活動期間中に、持続可能な映画の取り組みを実現するため、地元法人スポンサー制度を取り入れ、現在は105社の法人スポンサーが映画館を支えている。
2015年には、いきいき唐津が、後にTHATER ENYAの運営法人となる一般社団法人唐津映画制作委員会（代表理事：甲斐田晴子）と唐津映画製作推進委員会（会長：辻幸徳、副会長：宮島清一、山崎信二）を立ち上げ、大林宣彦監督作品『花筐/HANAGATAMI』を製作。2017年に公開し、第72回毎日映画コンクール日本映画大賞をはじめ様々な映画賞を受賞し、ロッテルダム国際映画祭など多くの海外の映画祭に招待され評価を受ける。
2019年10月25日に、いきいき唐津株式会社が8年の地元協議を経て建設した、商店街の再開発事業である商業複合施設KARAE内に、唐津に22年ぶりとなる映画館「THEATER ENYA」が誕生。7年半に及んだ唐津シネマの会の活動と大林宣彦監督作品『花筐/HANAGATAMI』製作の旗振り役となった事務局長の甲斐田晴子が初代館長に就任。非営利活動としての活動を明確化するため、運営会社は、いきいき唐津株式会社ではなく、一般社団法人Karatsu Culture Commission（旧：唐津映画製作委員会）が担うこととなった。運営の資金源には鑑賞料金だけではなく、前述の法人スポンサー制度、佐賀県NPO支援ふるさと納税によって、映画館の多様な地域活性化の取り組みが支えられている。

### 映画館の取り組み
THEATER ENYAでは、唐津の地元企業を中心に100社以上の法人スポンサーが参画しており、THEATER ENYAを運営する一般社団法人Karatsu Culture Commissionは、佐賀県NPO支援ふるさと納税の支援対象団体である。
映画館では、九州在住の小中学高校の学生がTHEATER ENYAで上映される作品が1年間見放題になるサブスクリプション制度をはじめ、オリジナルの会員制度やサービスデイも多く取り揃えている。THEATER ENYAでの映画鑑賞後3日間、商店街周辺の店舗で特典を受けることができるクーポン提供店など、大きく下記6つの取り組みも行なっている。
1. 映画館「THEATER ENYA」の運営[14] 映画館は、地域に暮らす人を豊かにする地域の「文化のインフラストラクチャー」であるという信念のもと、アート系から商業映画まで厳選された様々な映画作品を上映。オリジナルの会員制度やサービスデイの用意、地域イベントへの参画など、唐津で唯一の映画館として地域に寄り添った運営・活動を行っている。
2. 映画祭の開催[17][18][19] 国内ショートフィルムアワード「唐津演屋祭」に加え、2023年には唐津で初の国際映画祭となる「唐津ライジングサン国際映画祭」を開催。世界20か国以上の映画を上映し、世界中からゲストが唐津に集結。映画祭では多彩な映像文化に触れながら、舞台挨拶やおもてなしイベントを企画し、唐津での映画祭の様子がゲストやメディアを通し世界に発信された。
3. 学生応援サブスクリプション[13] 「一人でも多くの若者たちに、良質な映像文化に触れる機会を提供したい！」という思いのもと、九州圏内の高校生以下の学生に対して、年間5,000円でシアターエンヤの映画の見放題学生サブスクを実施している。
4. 商店街活性化事業[15] 映画館の利用客が映画館に来る途中や帰り道に周辺商店を回遊することを目的とした「Let’s Go映画館＆商店街！～映画を観た後は、唐津のまちを楽しもう！」のプロジェクトでは、映画館をハブにした地域活性化にも取り組んでいる。
5. フィルムコミッション事業[20][21] 映画制作に携わるクリエイター支援と、佐賀・唐津が舞台となる映像作品が生まれ、地域から世界に文化発信することを目的に、唐津ロケ作品のロケ地手配、エキストラ募集などの映画制作支援を行っている。
6. 文化観光促進・ガイド育成[22] 唐津の観光や文化資源を映画のロケ地だけでなく、さまざまな角度から楽しむことができるガイドツーリズム「AruKara：歩唐」を企画・運営。唐津の文化観光の情報発信、ツアー企画・造成に取り組んでいる。また、観光ガイドや映画のロケハンガイドができる人材育成にも力を入れている。

### 唐津古里映画「花筐／HANAGATAMI」
THEATER ENYAを運営する一般社団法人Karatsu Culture Commission（旧：一般社団法人 唐津映画製作委員会）は、2017年（平成29年）に公開された大林宣彦監督作品『花筐/HANAGATAMI』を製作した。『花筐/HANAGATAMI』は、大林監督の「古里映画」の一環として戦前の唐津市を舞台とし、オール唐津ロケで製作された作品である。2019年（令和元年）10月25日のTHEATER ENYA開館後、毎月第2金曜日を「花筐の日」として同作品を上映しており、唐津市民は600円で鑑賞できる。
同作品の映画製作のきっかけは、唐津シネマの会が発刊していた機関紙「IMAKARA」で実施した監督インタビューであった。計10号が発刊されており、各号に映画監督のインタビュー記事が連載されていた。2013年に発刊された第3号の監督インタビューが大林宣彦監督で当時インタビューをした唐津シネマの会事務局長の甲斐田晴子宛てにその翌年、大林宣彦監督から40年以上前に檀一雄の小説を原作にした桂千穂と共著の唐津を舞台にした映画『花がたみ』(後の『花筐／HANAGATAMI』)の脚本が届いたことが始まりである。

## 映画祭の開催

### 唐津「演屋祭」
2021年より、THEATER ENYA企画の映画祭「演屋祭」を実施。全国からショートフィルムを募集するアワードで、クリエイターの人材育成を応援しながら、唐津の地方創生に取り組んでいる。
- 第1回「演屋祭」は2020年9月から2021年2月にかけて、佐賀県がコロナ禍における文化芸術支援として展開していた「LiveS Beyond（ライブスビヨンド）」と共催で開催。招待作品として、ドローンで撮影した唐津の海の魅力を伝える映像、唐津くんちの曳山修復の模様や唐津古里映画『花筐／HANAGATAMI』のドキュメンタリーなど、地元クリエイターたちと、様々な映像作品を制作した[29]。

- 第2回「演屋祭」は2022年5月3日、4日に開催。全国からショートフィルムを募集し、顕彰するアワードを実施。全国から110作品の応募があり、その中から10作品をノミネート作品として上映、各作品の制作陣が唐津に集う。ゲスト審査員に今泉力哉監督と、映画プロデューサーの浅野博貴を迎え、入賞作品を発表した[30][31]。

- 第3回「演屋祭」は2023年7月22日（土）、23日（日）に開催。応募作品158作品の中から、ノミネート作品として選出された9作品を上映。ゲスト審査員に大森立嗣監督、浅野博貴プロデューサーを迎え、入賞作品を発表した[32][33]。

### 唐津ライジングサン国際映画祭
- 2023年11月23日〜26日には、唐津発となる国際映画祭「唐津ライジングサン国際映画祭」を開催。映画祭期間中は、世界20か国約60作品がシアターエンヤと大手口センタービル交流プラザにて上映された映像作品の上映＆監督舞台挨拶、演技ワークショップ、上映作品のアワードが開催された[18][19]。

## 沿革

### 唐津シネマの会
THATER ENYAの前身となったのは唐津シネマの会であり、2011年（平成23年）から週2回の頻度で映画上映会を開催していた。大手口センタービル市民交流プラザオーテホールでの定期上映会に加えて、子ども向けの無料上映会、唐津市内の離島での映画上映会、映画監督を招いたティーチインなども実施していた。

### THEATER ENYA
2019年（令和元年）
- 10月25日、いきいき唐津株式会社が8年の地元協議を経て建設した、商店街の再開発事業である商業複合施設KARAE内に、唐津に22年ぶりとなる映画館「THEATER ENYA」が誕生。7年半に及んだ唐津シネマの会の活動では、上映作品合計266作品、観客動員数16,895人、地元法人スポンサーは97社、会員数約1200名の実績を達成。館長に甲斐田晴子が就任[9]。

2020年（令和2年）
- 4月18日から5月21日まで、世界的な新型コロナウイルス感染症の流行を受けて臨時休館した[35][36][37][38]。上映再開日は佐賀市の109シネマズ佐賀とシアター・シエマが5月15日、イオンシネマ佐賀大和が5月18日であり、THEATER ENYAの営業再開は佐賀県内の4施設の中で最後であった[39]。
- 10月、佐賀県LivesBeyondの支援を受け、唐津の映像クリエイターを支援する映像製作および全国からショートフィルムを公募する事業を実施[40]。

2021年（令和3年）
- 3月、佐賀県LivesBeyondの支援事業で応募された映像をもとに、ショートフィルムコンペティション映画祭である第1回「演屋祭」を開催。瑚海みどり監督の『ヴィスコンティに会いたくて』が金賞を受賞[29]。 2021年8月には、石井裕也監督映画特集＆オンラインティーチイン開催。コロナ禍で緊急事態宣言が出される中、石井裕也監督を招致して『茜色に焼かれる』『アジアの天使』を上映し、オンラインとオフライン両用でゲストティーチインを開催した[41]。
- 10月、佐賀県LivesBeyondの支援事業として『ピアソラ 永遠のリベルタンゴ』特別上映会を開催。同作品上映後にバンドネオン奏者・川波幸恵のピアソラ演奏会が行われた[41]。
- 10月、2周年記念上映イベントを開催。ゲストに映画プロデューサー・坪川拓史監督、浅野博貴を招待し、『モルエラニの霧の中』を上映、ティーチインを実施した[42]。

2022年（令和4年）
- 2月、いきいき唐津株式会社が観光庁の事業の採択を受けて、オール唐津ロケ制作した大林宣彦監督『花筐／HANAGATAMI』を鑑賞後、ロケ地をめぐり唐津グルメを楽しむ観光モニターツアー【唐津映画『花筐／HANAGATAMI』聖地巡礼モニターツアー】[43]を造成し、映画×唐津のツーリズムと民間のフィルムコミッション事業の足がかりをつくる。
- 5月、第2回「演屋祭」を開催。クラウドファウンディングで資金調達を行い、持続可能な映画祭の取組みとして足がかりをつくる。107作品の応募があり、第2回から映画監督やプロデューサーを審査委員に招致。第2回の審査員に、映画監督の今泉力哉監督、映画プロデューサーの浅野博貴。早稲田大学生の大西千夏監督の『咲の朝』が金賞を受賞[30][31]。
- 11月、『マン・レイの自由な手～巖谷國士による講演＋映画と写真の会～ 』を開催。ゲストに巖谷國士を招致し、著書『マン・レイと女性たち』のスライドショーと、マン・レイが手がけた短篇映画を上映し、巖谷國士による講演会が開かれた[41]。
- 11月、3周年記念イベントを開催。 ゲストに映画監督の廣木隆一監督、女優の菜葉菜、映画プロデューサーの浅野博貴を招待し、ティーチインを開催[32][33]。名称の由来となった唐津くんち

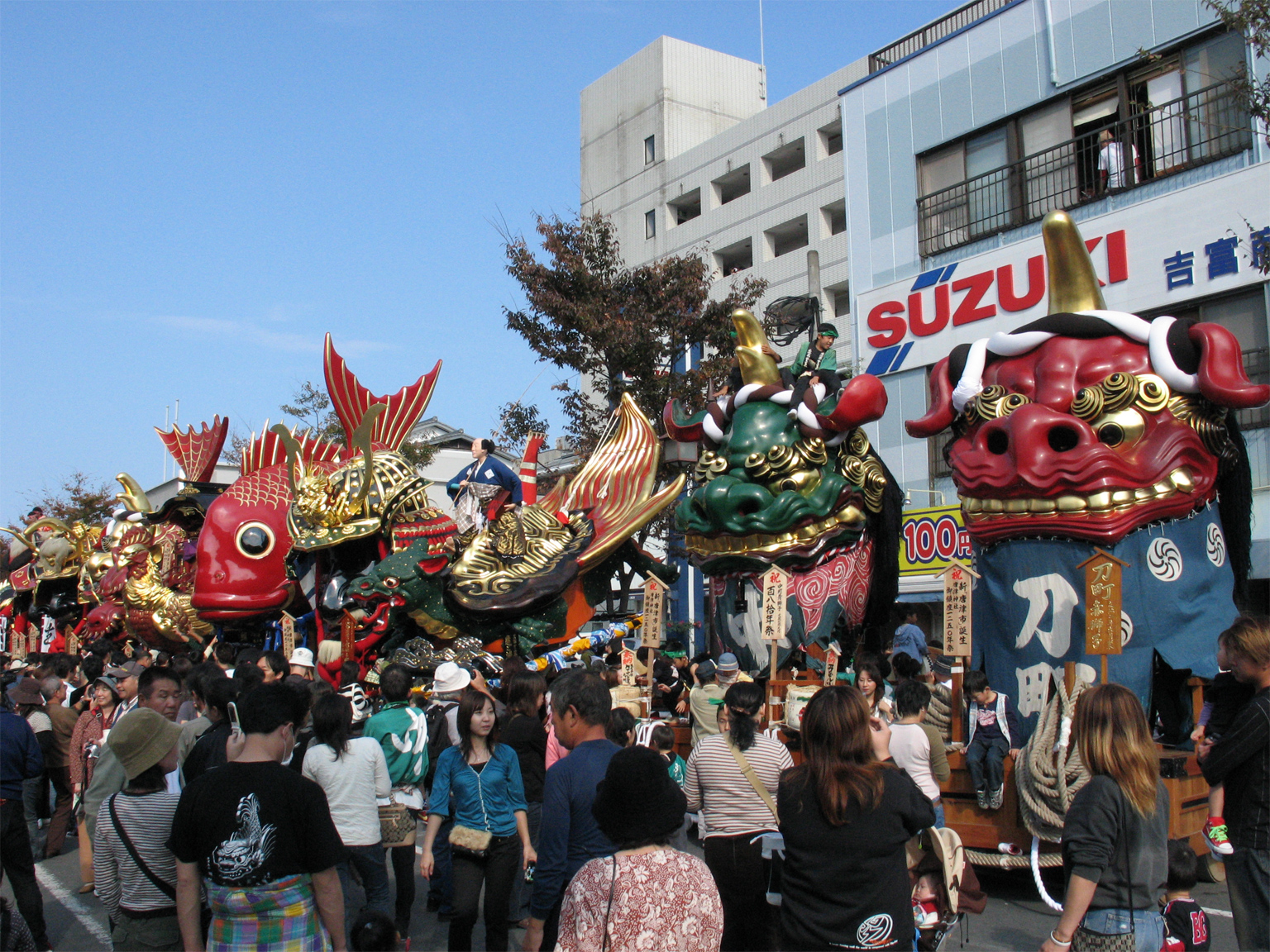
名称の由来となった唐津くんち

### 唐津市の映画館
全盛期の唐津市には8館の映画館があり、1960年（昭和35年）時点では世界館（朝日町）、新世界映劇（材木町）、日の出館（材木町）、センター・シネマ（材木町）、みなと映劇（西唐津2丁目）、第三寿館（佐志町）、唐津東宝大劇（千代田町）、かがみ映劇（鏡町原）があった。1980年（昭和55年）時点の唐津市には唐津スカラ座・唐津センターシネマ（材木町）、唐津中央大劇（材木町）、唐津東宝大劇（千代田町）の4館があった。1997年（平成9年）2月16日には唐津東宝大劇が閉館し、唐津市から映画館がなくなった。朝日新聞文化部記者の小峰健二は高校生時代に唐津市に住んでいたが、唐津市に映画館がなかったことから、片道1時間あまりかけて福岡市の映画館に通っていたという。

## 舞台挨拶・ティーチイン
2019 年（令和元年）
- 12月1日、ドキュメンタリー映画『作兵衛さんと日本を掘る』の熊谷博子監督による舞台挨拶・ティーチインを開催した[48]。

2020年（令和2年）
- 6月26日、『葬式の名人』の上映を開始したが、初日には唐津市出身の樋口尚文監督がサプライズで来館した[49]。

2021年（令和3年）
- 5月、唐津やきもん祭りの特別協賛企画として、映画『陶王子2万年の旅』上映、上映後柴田昌平監督、作陶家・岡本作礼によるトークショーを開催した[41]。
- 8月、石井裕也監督映画特集＆オンラインティーチイン開催。コロナ禍で緊急事態宣言が出される中、石井裕也監督を招致して『茜色に焼かれる』『アジアの天使』を上映し、オンラインとオフライン両用でゲストティーチインを開催した[41]。
- 10月、佐賀県LivesBeyondの支援事業として『ピアソラ 永遠のリベルタンゴ』特別上映会を開催。同作品上映後にバンドネオン奏者・川波幸恵のピアソラ演奏会が行われた[41]。
- 10月、2周年記念上映イベントを開催。ゲストに映画プロデューサー・坪川拓史監督、浅野博貴を招待し、『モルエラニの霧の中』を上映、ティーチインを実施した[42]。

2022年（令和4年）
- 5月、第2回「演屋祭」を開催。クラウドファウンディングで資金調達を行い、持続可能な映画祭の取組みとして足がかりをつくる。107作品の応募があり、第2回から映画監督やプロデューサーを審査委員に招致。第2回の審査員に、映画監督の今泉力哉監督、映画プロデューサーの浅野博貴。大西千夏監督の『咲の朝』が金賞を受賞[30][31]。
- 11月、『マン・レイの自由な手～巖谷國士による講演＋映画と写真の会～ 』を開催。ゲストに巖谷國士を招致し、著書『マン・レイと女性たち』のスライドショーと、マン・レイが手がけた短篇映画を上映し、巖谷國士による講演会が開かれた[41]。
- 11月、3周年記念イベントを開催。 ゲストに映画監督の廣木隆一監督、女優の菜葉菜、映画プロデューサーの浅野博貴を招待し、ティーチインを開催[32][33]。

## その他
2019年（令和元年）10月25日、同日に開業した複合商業施設KARAE（唐重）1階にTHEATER ENYAが開館した。唐津市にとっては22年ぶりの常設映画館であり、30年ぶりとされる場合もある。館長は、甲斐田晴子。
オープン前の10月20日に行われたこけら落とし上映作品は、戦前の唐津市を舞台とする『花筐/HANAGATAMI』（大林宣彦監督）だった。10月20日には美術監督を務めた竹内公一が来館している。なお、10月20日をもって東京の有楽町スバル座が閉館しているが、スバル座の最終上映作品は奇しくも『花筐/HANAGATAMI』だった。
佐賀県のミニシアターとしては佐賀市にシアターシエマがある。2020年（令和2年）に新型コロナウイルス感染症の流行を受けて臨時休館した際には、全国のミニシアターと並んで両館も「ミニシアター・エイド基金」（ミニシアターを救え! プロジェクト）に参加した。

## データ
- 所在地：佐賀県唐津市京町1783
- アクセス : JR九州唐津線・筑肥線唐津駅から徒歩2分
- 1スクリーン（62席）